# Wola Bachorna
Wola Bachorna – wieś w Polsce, położona w województwie kujawsko-pomorskim, w powiecie aleksandrowskim, w gminie Zakrzewo.

## Podział administracyjny
W latach 1975–1998 miejscowość administracyjnie należała do województwa włocławskiego. Wieś sołecka – zobacz jednostki pomocnicze gminy Zakrzewo w BIP.